# Травњица
Травњица (слч. Trávnica, мађ. Barsfüss) насељено је мјесто са административним статусом сеоске општине (слч. obec) у округу Нове Замки, у Њитранском крају, Словачка Република.

## Становништво
| Година:    | 1994. | 2004.   | 2014.   | 2024.   |
| ---------- | ----- | ------- | ------- | ------- |
| Број људи: | 1326  | 1195    | 1091    | 1041    |
| Разлика:   |       | -9,87 % | -8,70 % | -4,58 % |

| Година:    | 2023. | 2024.   |
| ---------- | ----- | ------- |
| Број људи: | 1035  | 1041    |
| Разлика:   |       | +0,57 % |

Према подацима о броју становника из 2011. године насеље је имало 1.121 становника.